# Андрихув
Андри́хув (Андрихів, пол. Andrychów; давніше Єндрихув (пол. Jędrychów)) — місто в південній Польщі, в історичній області Малопольща. Належить до Вадовицького повіту Малопольського воєводства.

## Географія
Місто розташоване в Андрихувській котловині, неподалік гори Панської гори (пол. Pańska Góra) — найбільше висунотого на північ відрогу Андрихувського Бескиду, східної частини Малого бескиду, частини західних Бескидів. Через Андрихув протікає річка Вепшувка (пол. Wieprzówka)

## Історія
Перша письмова згадка походить з 1344 року, коли Андрихув був малим селом Заторського князівства. Початки поселення можуть сягати межі XIII і XIV ст.

## Пам'ятки
- Андрихувський замок (або палац Бобровських), оточений парком і ставом
- Костел святого Матвія (1721, бароко)

## Транспорт
Через місто проходять:
- Краєва дорога № 52 Краків — Білько-Бяла
- Воєводська дорога № 781 Хшанув (пол. Chrzanów) — Ленкавиця (пол. Łękawica))
- Залізнична лінія № 117 Кальварія Зебжидовська Лянцкорона — Більсько-Бяла Головна (пол. Bielsko-Biała Główna)

## Релігія
У місті є парафії різних конфесій, зокрема:
- Римо-католицької церкви в Польщі (святого Матвія (пол. św. Macieja);[7] святого Станіслава єпископа і мученика[8]
- Церкви П'ятдесятників
- Церкви адвентистів сьомого дня
- Церкви християн суботнього дня (пол. Kościół Chrześcijan Dnia Sobotniego)

## Демографія
Демографічна структура станом на 31 березня 2011 року:
|          | Загалом | Допрацездатний вік | Працездатний вік | Постпрацездатний вік |
| -------- | ------- | ------------------ | ---------------- | -------------------- |
| Чоловіки | 10351   | 1962               | 7244             | 1145                 |
| Жінки    | 11179   | 1857               | 6679             | 2643                 |
| Разом    | 21530   | 3819               | 13923            | 3788                 |

## Спорт
У місті є спортивні клуби: волейбольний — «MKS Andrychów»,, футбольний «AKS Beskid», який проводить свої матчі на Міському стадіоні імені Костюшка місткістю 2500 глядачів.
Міський уряд має намір за кілька років своїм коштом спорудити багатофункціональну спортивно-розважальну арену, розраховану на 1500 глядачів.